# Jonas Aspman
Jonas Aspman (ur. 2 lipca 1973 w Leksand) – szwedzki snowboardzista. Zajął 28. miejsce w gigancie równoległym na igrzyskach w Salt Lake City. Na mistrzostwach świata najlepszy wynik uzyskał na mistrzostwach w Madonna di Campiglio, gdzie zajął 14. miejsce w snowcrossie. Najlepsze wyniki w Pucharze Świata osiągnął w sezonie 2000/2001, kiedy to zajął 19. miejsce w klasyfikacji generalnej.
W 2005 r. zakończył karierę.

## Sukcesy

### Igrzyska olimpijskie
| Miejsce | Dzień     | Rok  | Miejscowość    | Konkurencja       | Zwycięzca      |
| ------- | --------- | ---- | -------------- | ----------------- | -------------- |
| 28.     | 15 lutego | 2002 | Salt Lake City | Gigant równoległy | Philipp Schoch |

### Mistrzostwa Świata
| Miejsce | Dzień       | Rok  | Miejscowość          | Konkurencja       | Zwycięzca           |
| ------- | ----------- | ---- | -------------------- | ----------------- | ------------------- |
| 30.     | 23 stycznia | 1997 | San Candido          | Slalom            | Bernd Kroschewski   |
| 39.     | 25 stycznia | 1997 | San Candido          | Slalom równoległy | Mike Jacoby         |
| 21.     | 13 stycznia | 1999 | Berchtesgaden        | Gigant            | Markus Ebner        |
| DSQ     | 14 stycznia | 1999 | Berchtesgaden        | Gigant równoległy | Richard Richardsson |
| DSQ     | 15 stycznia | 1999 | Berchtesgaden        | Slalom równoległy | Nicolas Huet        |
| 23.     | 17 stycznia | 1999 | Berchtesgaden        | Snowboardcross    | Henrik Jansson      |
| 19.     | 22 stycznia | 2001 | Madonna di Campiglio | Gigant            | Jasey-Jay Anderson  |
| DNF     | 24 stycznia | 2001 | Madonna di Campiglio | Gigant równoległy | Nicolas Huet        |
| 45.     | 26 stycznia | 2001 | Madonna di Campiglio | Slalom równoległy | Gilles Jaquet       |
| 14.     | 28 stycznia | 2001 | Madonna di Campiglio | Snowboardcross    | Guillaume Nantermod |
| DNF     | 13 stycznia | 2003 | Kreischberg          | Gigant równoległy | Dejan Košir         |
| DNF     | 14 stycznia | 2003 | Kreischberg          | Slalom równoległy | Siegfried Grabner   |
| 15.     | 19 stycznia | 2003 | Kreischberg          | Snowboardcross    | Xavier de Le Rue    |
| DNF     | 18 stycznia | 2005 | Whistler             | Gigant równoległy | Jasey-Jay Anderson  |
| 40.     | 19 stycznia | 2005 | Whistler             | Slalom równoległy | Jasey-Jay Anderson  |

### Puchar Świata

#### Miejsca w klasyfikacji generalnej
- 1996/1997 – 127.
- 1997/1998 – 21.
- 1998/1999 – 50.
- 1999/2000 – 47.
- 2000/2001 – 19.
- 2001/2002 – 24.
- 2002/2003 – –
- 2003/2004 – –
- 2004/2005 – –

#### Miejsca na podium
1. Tandådalen – 14 marca 1998 (Snowcross) – 3. miejsce
2. Kreischberg – 14 stycznia 2001 (Snowcross) – 3. miejsce